# Banba (album)
Banba – album muzyczny grupy Clannad z roku 1992.

## Lista utworów
1. „Na Laethe Bhí” – 5:20
2. „Banba Óir” – 3:26
3. „There for You” – 4:10
4. „Mystery Game” – 4:24
5. „Struggle” – 4:04
6. „I Will Find You” – 5:16
7. „Soul Searcher” – 4:25
8. „Caidé Sin Do’n Té Sin” – 4:22
9. „The Other Side” – 4:18
10. „Sunset Dreams” – 4:12
11. „A Gentle Place” (instrumental) – 3:11
12. „I Will Find You” – 3:40